# مركز الإنجاز والتدخل السريع
مركز الإنجاز والتدخل السريع هو أحد المراكز التابعة لمجلس الشؤون الاقتصادية والتنمية، يعمل على متابعة عمل مكاتب تحقيق رؤية السعودية 2030 والمبادرات والبرامج ذات الأهمية الاقتصادية والتنموية، بناءً على تكليف من المجلس أو اللجنة الدائمة.

## عن المركز
دخل مركز الإنجاز والتدخل السريع حيز التنفيذ في أكتوبر 2015، وارتبط تنظيميا بوزير الاقتصاد والتخطيط رئيس لجنة متابعة تنفيذ القرارات في مجلس الشؤون الاقتصادية والتنمية، ونصت اللائحة التنظيمية على أن تتضمن أهداف ومهام المركز متابعة إنجاز المبادرات ذات الأولوية والأهمية الاقتصادية والتنموية.

## أدوار المركز
- متابعة تنفيذ البرامج والمبادرات المكلف بها المركز من مجلس الشؤون الاقتصادية والتنمية
- تمكين ودعم الجهات في تنفيذ البرامج والمبادرات
- التكلف بدعم تخطيط البرامج والمبادرات التي لم يعهد بها إلى جهة محددة
- رفع تقارير دورية لمجلس الشؤون الاقتصادية والتنمية حول البرامج والمشروعات والمهمات التي تم تكليفه بها.[2]
- ترشيح الجهة المناسبة لتولي تنفيذ المبادرات
- التدخل عند الضرورة بما يضمن إنجاز أي من المبادرات المطروحة[3]

## أعمال المركز منذ التأسيس
1. ورش عمل برنامج التحول الوطني (الخزامى)
2. تأسيس مكاتب تحقيق رؤية 2030
3. إعادة هيكلة مبادرات برنامج التحول الوطني بناءا على الهيكلة الجديدة للوزارات والجهات الحكومية
4. أمانة فريق العامل الدائم
5. ورش عمل تحديد أولويات إنفاق برنامج التحول الوطني 2017
6. ورش عمل وحدة المكاسب السريعة
7. ورش عمل قادة صناع الرأي
8. ورش عمل تحديد الميزانية
9. اعتماد مخرجات ورش برنامج التحول الوطني والمساهمة في إعداد كتيب التحول الوطني
10. إقرارات الخطط التفصيلية[4]